# Ednasia Junior
Ednasia Junior, née en 2002, est une joueuse d'échecs angolaise maître FIDE féminin. Première angolaise à remporter une récompense internationale aux échecs, elle est rangée troisième des joueuses angolaises au 1er juillet 2024, avec un classement Elo de 1 888 points.

## Biographie
En 2017, elle remporte la coupe des écoles d'échecs d'Afrique avec un score parfait. Elle vient du groupe d'échecs du Clube Desportivo Primeiro de Agosto, comme Luzia Pires.
En 2018 et 2021, elle remporte la coupe d'échecs féminine d'Angola. En 2022, elle obtient la seconde place de la même compétition, après Caxita Esperanca et devant Jemima Paulo. L'année suivante, elle remporte cette même compétition de nouveau.
En 2024, la sportive obtient la deuxième place aux championnats féminins d'échecs d'Afrique en rapide, après être parvenue à interrompre l'avancée de la joueuse kenyane Sasha Mongeli. Cette médaille d'argent est la deuxième plus importante remportée par la délégation sportive angolaise aux jeux d'Afrique cette année. 
Elle intervient dans les médias pour représenter sa discipline en Angola, et demande notamment plus de moyens pour la discipline dans le pays, déclarant qu'il était impossible d'en faire une profession à part entière pour l'instant.